# Bauchi (stad)
Bauchi is een stad in Nigeria en is de hoofdplaats van de staat Bauchi. Bauchi telt ongeveer 290.000 inwoners. 
Op 3 juni 2012 vond hier een zelfmoordaanslag plaats op een kerk, waarbij 15 mensen om het leven kwamen. De aanslag werd gepleegd door de extremistische moslimsekte Boko Haram. De stad is de zetel van een rooms-katholiek bisdom.